# Misanteca glaberrima
Misanteca glaberrima là loài thực vật có hoa trong họ Nguyệt quế. Loài này được (Lundell) Lundell miêu tả khoa học đầu tiên năm 1946.